# Liste des cardinaux créés par Honorius II
Le pape Honorius II (1124-1130) a créé  27 cardinaux.

## 1124
- Guido, évêque de Tivoli

## 1125
- Gregorio
- Uberto Ratta
- Alberico Tomacelli
- Rodolfo degli Armanni della Staffa
- Stefano
- Ugo Geremei
- Cosma
- Pietro dei Garsendi

## 1126
- Mathieu, O.S.B.Clun.
- Giovanni, O.S.B.Cam., abbé général de son ordre
- Sigizzo Bianchelli, iuniore
- Gregorio
- Matteo
- Anselmo, Can. Reg. of S. Pietro in Caelo aureo
- Pierre
- Gian Roberto Capizucchi

## 1127
- Corrado di Suburra, Can. Reg. Lat.
- Bennone de' Cocliti
- Guido di Castello
- Pierre

## 1128
- Joselmo
- Rustico
- Rustico de' Rustici

## 1129
- Errico
- Gerardo
- Matteo